# CDK-Inhibitor 1
Der CDK-Inhibitor 1 (auch: p21) ist ein Inhibitor cyclin-abhängiger Kinasen (Cyclin dependent kinase), der wesentlich für die Kontrolle des Zellzyklus in Säugetieren ist. p21 unterdrückt unter anderem das Krebswachstum.
Das für p21 codierende Gen liegt beim Menschen auf Chromosom 6 Genlocus p21.2. p21 wird von Zellen hauptsächlich auf der Transkriptionsebene reguliert. Eine Induktion der Transkription des p21 führt zu einem Stillstand des Zellzyklus, während eine Hemmung der Transkription zu verschiedenen Effekten führt, die vom Kontext abhängen. So verbleibt nicht-phosphoryliertes p21 im Cytoplasma und kann dort die Apoptose hemmen (p21 als Proto-Onkogen); phosphoryliertes p21 gelangt dagegen in den Zellkern und stoppt den Zellzyklus (p21 als Tumorsuppressorgen).
p21-Knockout-Mäuse entwickeln sich normal bis zum Alter von etwa 16 Monaten. Dann beginnen sie, Tumoren zu entwickeln.